# Grande Prêmio do México de 1970
Resultados do Grande Prêmio do México de Fórmula 1 realizado na Cidade do México em 25 de outubro de 1970. Décima terceira e última etapa da temporada, teve como vencedor o belga Jacky Ickx, que subiu ao pódio junto a Clay Regazzoni numa dobradinha da Ferrari, com Denny Hulme em terceiro pela McLaren-Ford.

## Resumo

### Clay Regazzoni na pole
Dezoito carros apresentaram-se para a disputa do Grande Prêmio do México sendo oito equipes completas enquanto a Rob Walker Racing Team será defendida por Graham Hill num Lotus 72C e John Surtees será o piloto único de seu próprio time. Na definição do grid o suíço Clay Regazzoni conquistou sua primeira pole position graças ao aprumo da Ferrari, embora devamos citar o Tyrrell 001 de Jackie Stewart em segundo lugar. Aliás a escuderia de Ken Tyrrell estreou no Grande Prêmio do Canadá na posição de honra do grid e desde então não larga a primeira fila. Em terceiro lugar ficou Jacky Ickx com a outra Ferrari e em quarto veio o tricampeão Jack Brabham guiando uma Brabham, cada um com motivações distintas: o belga da Ferrari pretende assegurar o vice-campeonato mantendo-se em alta para 1971 enquanto o ídolo australiano anunciou sua aposentadoria após quinze anos de carreira numa trajetória iniciada no Grande Prêmio da Grã-Bretanha de 1955.
Vencedor do Grande Prêmio dos Estados Unidos, Emerson Fittipaldi largará na última posição, pois o motor de sua Lotus estourou quando o brasileiro foi à pista e como os trabalhos para a troca de motor e reparos no carro demoraram além do previsto, o piloto não teve como melhorar o seu tempo. No dia seguinte, o mesmo não foi além de uma volta completa, pois seu bólido sofreu com os mesmos problemas.

### Tensões com o público
Duzentos mil torcedores compareceram ao Autódromo Magdalena Mixhuca (a denominação alusiva aos irmãos Rodríguez surgiria mais tarde), mas a atitude do público esteve aquém do razoável, pois no afã de ver a corrida muitas pessoas aglomeraram-se à beira da pista expondo-se ao risco de um acidente grave dada a presença dos carros em alta velocidade, algo pior que o incidente no Grande Prêmio da Espanha, onde um punhado de imprudentes amontoou-se detrás de um alambrado para contemplar os destroços fumegantes de uma batida entre a Ferrari de Jacky Ickx e a BRM de Jackie Oliver. Temerosos quanto ao pior, os comissários negaram-se a autorizar o início da prova mexicana sem que as margens da pista fossem liberadas. Aborrecida, a multidão protestou atirando garrafas no asfalto, não obstante o chamado à razão feito pelo campeão mundial Jackie Stewart e por Pedro Rodríguez. Diante do impasse, os organizadores da etapa viram-se forçados a permitir a realização da corrida temendo a fúria e a eventual violência da torcida.

### Vitória de Jacky Ickx
Clay Regazzoni liderou a primeira volta da corrida adiante de Stewart e Ickx, mas um arranque furioso do belga levou-o ao primeiro lugar. Seguido por Jackie Stewart até que a Tyrrell do britânico foi ao pit lane para corrigir algumas falhas na sua coluna de direção e a partir desse momento, Ickx foi escoltado por Regazzoni com Jack Brabham em terceiro lugar. Stewart retornou à pista nos últimos lugares, mas encerrou sua corrida na volta 33 quando danificou sua suspensão ao atropelar e matar um cachorro. No quinquagésimo segundo giro o motor de Brabham estoura quando o australiano buscava a posição de Regazzoni, resultando no terceiro lugar de Denny Hulme com sua McLaren.
À medida que a prova caminhava para o seu fim algo perigoso aconteceu: torcedores imprudentes cruzavam a pista com a disputa em andamento e tão logo Jacky Ickx venceu a corrida, seus adversários foram obrigados a reduzir drasticamente a velocidade para não atropelar os insensatos e em segundo lugar chegou Clay Regazzoni assegurando à Ferrari sua terceira dobradinha em cinco corridas enquanto Denny Hulme cruzou a linha de chegada em terceiro com sua McLaren. Completaram a zona de pontuação Chris Amon numa March e Jean-Pierre Beltoise em quinto com a Matra enquanto Pedro Rodríguez foi o sexto pela BRM. Com esses resultados, Jacky Ickx chegou ao vice-campeonato mundial com 40 pontos, cinco a menos que Jochen Rindt.

### México fora do calendário
O comportamento do público e as falhas na segurança da pista na Cidade do México foram temas de uma reunião com a Federação Internacional de Automobilismo Esportivo (FISA) em abril de 1971 em Haia onde o Automóvel Clube Mexicano comprometeu-se a não repetir os incidentes de outrora, motivo pelo qual a etapa foi confirmada para 24 de outubro como a última do calendário. Porém, a morte de Pedro Rodríguez após um acidente numa corrida de Interserie no circuito de rua de Norisring, Alemanha Ocidental, em 11 de julho de 1971 influiu no cancelamento do Grande Prêmio do México, país cujo único representante nas pistas durante parte de sua ausência foi Hector Rebaque, último piloto a marcar pontos na Fórmula 1 num carro inscrito por uma equipe privada, com um sexto lugar no Grande Prêmio da Alemanha de 1978 numa Lotus 78 pertencente à Rebaque, time sediado em Royal Leamington Spa, Reino Unido.
Os mexicanos regressariam ao calendário da Fórmula 1 somente em 1986 quando o reformado circuito local recebeu o nome de Autódromo Hermanos Rodríguez, nomes importantes na história automobilística do país, imbricados ao próprio circuito.
Em 1962 um acidente durante a primeira edição do Grande Prêmio do México matou Ricardo Rodríguez, irmão de Pedro Rodríguez. Cedido pela Ferrari para a Rob Walker Racing Team a fim de disputar aquela prova extracampeonato, o jovem prodígio morreu quando a suspensão traseira direita de sua Lotus 24 quebrou na curva Peraltada colidindo a seguir com as barreiras de proteção. Naquele mesmo fim de semana, Moisés Solana decidiu não correr e o México ficou sem representantes na pista. Nos anos seguintes, porém, os dois pilotos estiveram na corrida mexicana: Pedro Rodríguez foi o sexto com a Ferrari em 1964 e com uma Cooper em 1967, obtendo seu melhor resultado em 1968 quando chegou em quarto lugar guiando uma BRM, time que o levou à sexta posição em 1970. Moisés Solana, por sua vez, jamais pontuou em sua carreira.

## Classificação da prova
| Pos.    | Nº | Piloto               | Construtor   | Voltas | Tempo/Diferença          | Grid | Pontos |
| ------- | -- | -------------------- | ------------ | ------ | ------------------------ | ---- | ------ |
| 1       | 3  | Jacky Ickx           | Ferrari      | 65     | 1:53:28.36               | 3    | 9      |
| 2       | 4  | Clay Regazzoni       | Ferrari      | 65     | + 24.64                  | 1    | 6      |
| 3       | 8  | Denny Hulme          | McLaren-Ford | 65     | + 45.97                  | 14   | 4      |
| 4       | 12 | Chris Amon           | March-Ford   | 65     | + 47.05                  | 5    | 3      |
| 5       | 6  | Jean-Pierre Beltoise | Matra        | 65     | + 50.11                  | 6    | 2      |
| 6       | 19 | Pedro Rodríguez      | BRM          | 65     | + 1:24.76                | 7    | 1      |
| 7       | 20 | Jackie Oliver        | BRM          | 64     | + 1 volta                | 13   |        |
| 8       | 17 | John Surtees         | Surtees-Ford | 64     | + 1 volta                | 15   |        |
| 9       | 7  | Henri Pescarolo      | Matra        | 61     | + 4 voltas               | 11   |        |
| NC      | 23 | Reine Wisell         | Lotus-Ford   | 56     | Não classificado         | 12   |        |
| Ret     | 15 | Jack Brabham         | Brabham-Ford | 52     | Motor                    | 4    |        |
| Ret     | 1  | Jackie Stewart       | Tyrrell-Ford | 33     | Suspensão                | 2    |        |
| Ret     | 9  | Peter Gethin         | McLaren-Ford | 27     | Motor                    | 10   |        |
| Ret     | 16 | Rolf Stommelen       | Brabham-Ford | 15     | Sistema de abastecimento | 17   |        |
| Ret     | 2  | François Cevert      | March-Ford   | 8      | Motor                    | 9    |        |
| Ret     | 14 | Graham Hill          | Lotus-Ford   | 4      | Superaquecimento         | 8    |        |
| Ret     | 11 | Jo Siffert           | March-Ford   | 3      | Motor                    | 16   |        |
| Ret     | 24 | Emerson Fittipaldi   | Lotus-Ford   | 1      | Motor                    | 18   |        |
| Fontes: |    |                      |              |        |                          |      |        |

## Tabela do campeonato após a corrida
|         | Pos. | Piloto         | Pontos |
| ------- | ---- | -------------- | ------ |
|         | 1    | Jochen Rindt   | 45     |
|         | 2    | Jacky Ickx     | 40     |
|         | 3    | Clay Regazzoni | 33     |
| 2       | 4    | Denny Hulme    | 27     |
| 1       | 5    | Jackie Stewart | 25     |
| Fontes: |      |                |        |

|         | Pos. | Construtor   | Pontos  |
| ------- | ---- | ------------ | ------- |
|         | 1    | Lotus-Ford   | 59      |
|         | 2    | Ferrari      | 52 (55) |
|         | 3    | March-Ford   | 48      |
|         | 4    | Brabham-Ford | 35      |
|         | 5    | McLaren-Ford | 35      |
| Fontes: |      |              |         |

- Nota: Somente as primeiras cinco posições estão listadas e os campeões da temporada surgem destacados em negrito. Em 1970 os pilotos computariam seis resultados nas sete primeiras corridas do ano e cinco nas últimas seis. Neste ponto esclarecemos: na tabela dos construtores figurava somente o melhor colocado dentre os carros de um time.